# Aston Martin DBS V12
L'Aston Martin DBS V12 és un superesportiu d'altes prestacions dissenyat i fabricat per Aston Martin. Des del moment en què aquest model es va presentar, va passar a ser la icona de la marca britànica i molts entesos del món del motor afirmen que encara segueix essent la imatge d'Aston Martin. Tot i ser oficialment presentat al Pebble Beach Concours d'Elegance de 2007, aquest model Aston ja s'havia donat a conèixer l'any 2006 a la pel·lícula Casino Royale. Quan va sortir a la venda el 2008, la versió cupè de canvi manual tenia un preu de 276.837 €, mentre que el model amb canvi automàtic costava 282.124 €. El cotxe es construïa a la fàbrica de Gaydon (Anglaterra) i el motor a la planta de Colònia (Alemanya). A més de la versió cupè, també es va crear la versió Volante (descapotable) que rondava els 295.000 €.

## Detalls

### Prestacions
Està equipat amb un motor V12 de 6 litres, fabricat en alumini i situat a la part central davantera del cotxe. Duu el mateix motor que l'Aston Martin V8 Vantage '05 i és molt similar al de les versions de competició DBR9 i DBRS9. La versió cupè és una alternativa a altres models de la competència, com el Corvette Z06, el BMW M6, el Lamborghini Gallardo LP560-4, l'Audi R8, el Porsche 911 GT2 o el Ferrari 612 Scaglietti. El DBS és molt semblant al DB9, ja que comparteixen carrosseria i alguns elements mecànics. El motor és molt més potent i les places s'han vist reduïdes a la meitat.

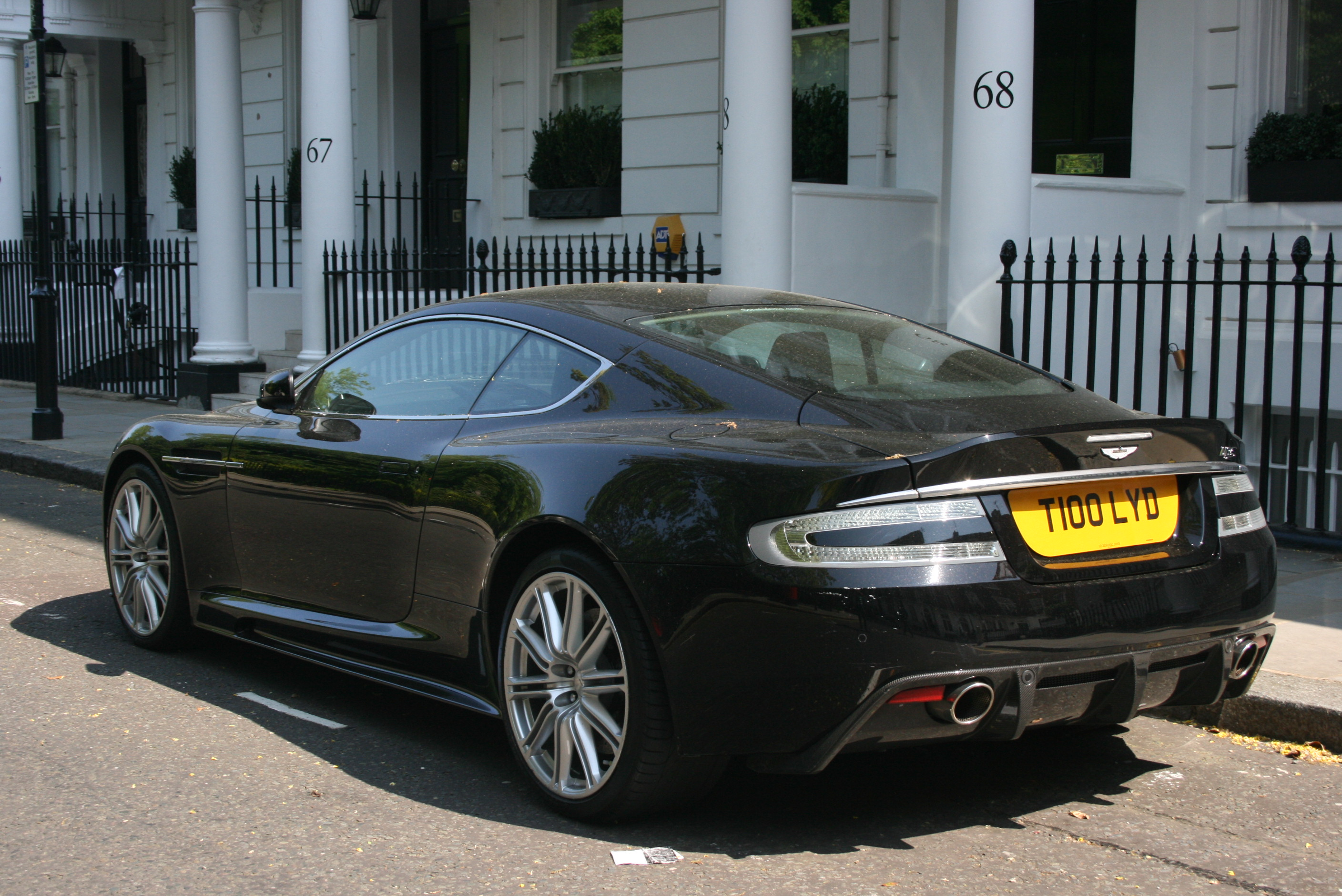
Imatge de la part posterior del DBS

Té una velocitat màxima de 307 km/h i és capaç d'accelerar de 0 a 100 km/h en tan sols 4,3 segons. El model amb canvi manual consumeix 16,4 litres cada 100 km i el de transmissió automàtica en consumeix uns 15,5. Alguns llocs web han elaborat llistes comparatives que situen l'Aston Martin DBS com un dels millors automòbils en la seva categoria, un cotxe molt potent però amb un consum moderat en comparació amb el dels seus rivals més directes.
Per reduir el pes de l'automòbil, Aston Martin va utilitzar materials com l'alumini, el magnesi i la fibra de carboni. Aquest últim material, molt resistent i lleuger, va permetre una reducció de 30 kg en el pes del DBS. Segons l'empresa britànica, el pes total de la versió cupè arriba a 1.695 kg i el del model Volante a 1.810 kg. Aquest increment de pes en la versió Volante és degut als reforços que porten els descapotables. Un cotxe normal ajunta la part frontal i la part posterior a través de dues grans peces de metall (el sostre i el terra). Els descapotables, com que no tenen sostre, queden limitats i només s'ajunten a partir del "terra". A causa de la gran inestabilitat que això comporta, s'han d'afegir uns reforços molt pesants per tal que el xassís sigui sòlid i resistent.
Disposa d'un sistema de suspensions independents que s'adapten a les condicions del terreny i de conducció. El conductor pot escollir la duresa de la suspensió i, si ho desitja, pot seleccionar el mode Track (circuit), que endureix les suspensions al màxim i prepara el cotxe per a una conducció ràpida. Incorpora pneumàtics Pirelli Potenza Zero de 245/35R20 al davant i de 295/30R20 al darrere. Els frens són ceràmics: 398 mm al davant i 360 mm al darrere.

### Fitxa tècnica

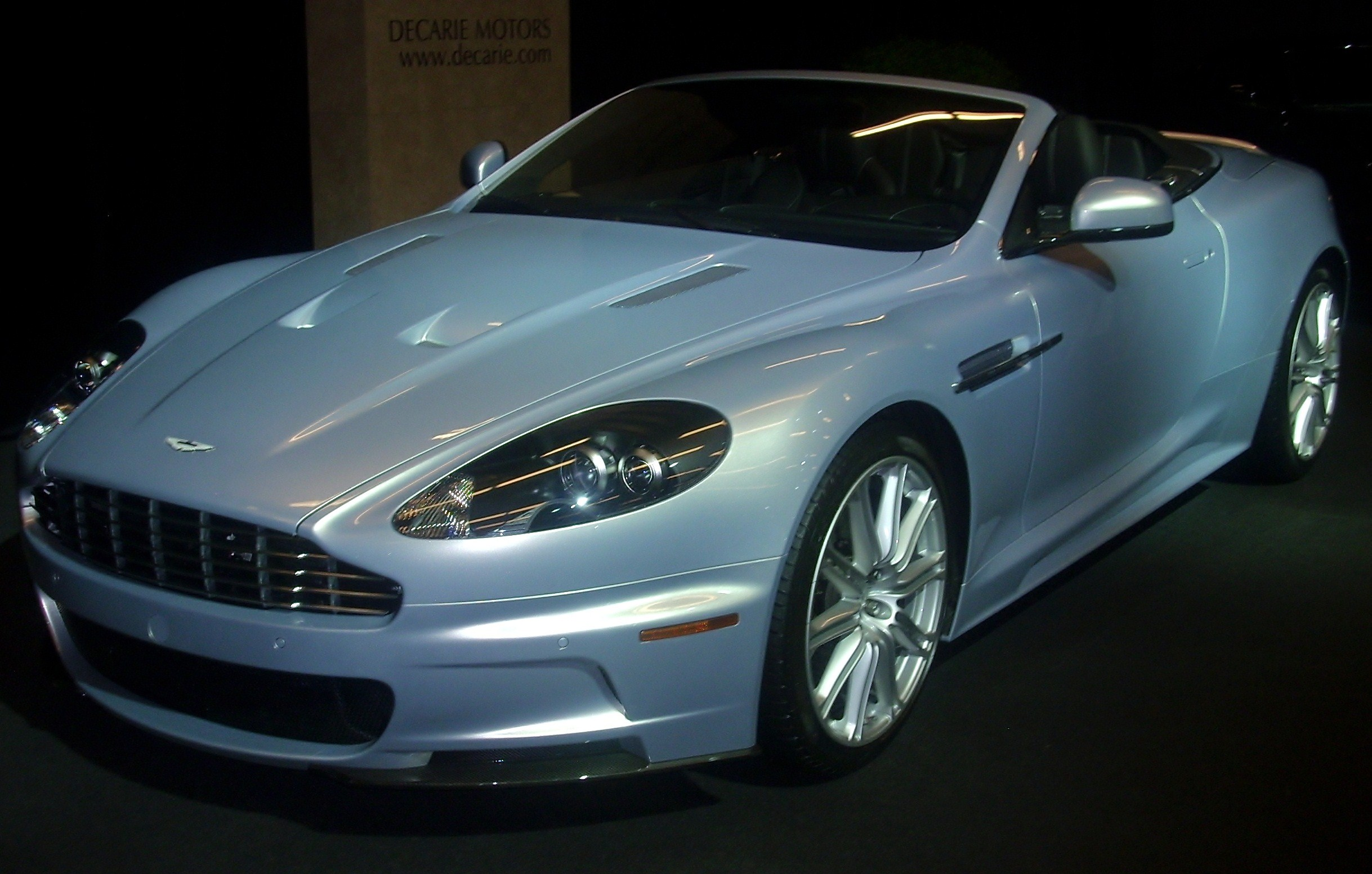
Aston Martin DBS Volante de 2006

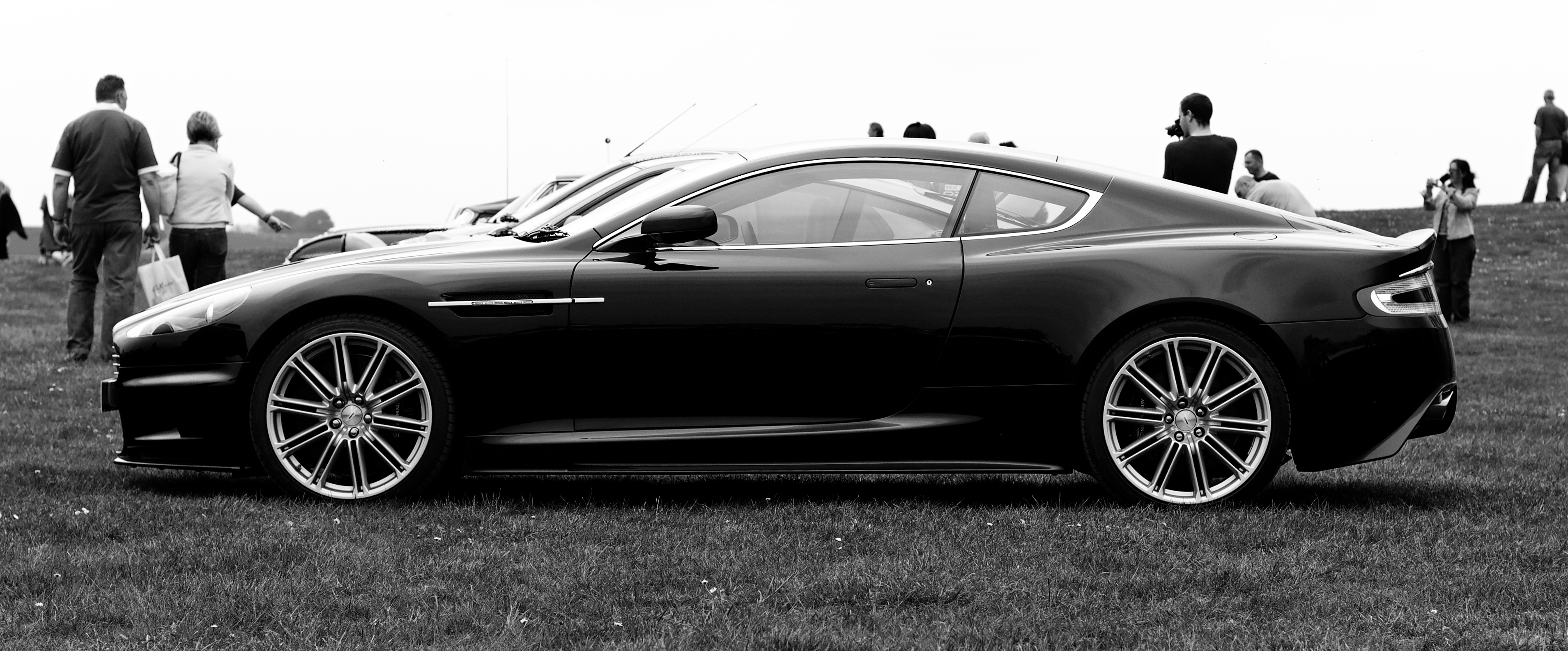
Vista de perfil en blanc i negre d'un DBS

| Motor                   | V12                               |
| Cilindrada              | 5.935 CC                          |
| Alimentació             | Injecció directa                  |
| Distribució             | 4 vàlvules per cilindre           |
| Potència màxima         | 510 CV a 6500 RPM                 |
| Parell motor            | 570 NM a 5750 RPM                 |
| Transmissió             | Automàtica/manual de 6 velocitats |
| Tracció                 | Darrere                           |
| Acceleració 0-100 km/h  | 4,3 segons                        |
| Velocitat màxima        | 305 km/h                          |
| Consum mitjà (l/100 km) | 16,4 litres/100 km                |
| Emissions de CO2        | 388 grams/km                      |

### Maneig
Pel que fa a la conducció, el DBS és molt semblant al DB9: tots dos gaudeixen d'una gran força i rigidesa. Aston Martin utilitza la mateixa estructura en ambdós models. Aquesta estructura equilibra el pes del cotxe a parts iguals (50% davant i 50% darrere). Gràcies a aquesta distribució, el cotxe incrementa la seva maniobrabilitat i en facilita la seva conducció.
Els pneumàtics Pirelli, dissenyats especialment per al DBS, són una part essencial en l'adherència d'aquest cotxe. Les llandes de 20 polzades estan fetes en alumini i, gràcies a la lleugeresa d'aquest material, contribueixen a reduir el pes del model. Aston Martin va desenvolupar un nou sistema d'amortiment (Adaptive Damping System) perquè el conductor pugui ajustar la duresa de les suspensions a través d'un botó situat al tauler de comandaments. Aquest sistema permet, entre altres opcions, adoptar una conducció més agressiva (apta per a circuits) o un mode suau i relaxat apte per a ciutat. La direcció del DBS és molt precisa i controla perfectament el seu pes de 1.695 kg. Un altre punt fort del DBS són els frens carbo-ceràmics Brembo, molt més eficaços que els d'altres competidors.
Tots aquests factors són claus pel que fa a la conducció de l'Aston Martin DBS V12 a altes velocitats i en fan un automòbil molt fiable i fàcil de conduir en vies ràpides. Tot i això, aquest model ha rebut dures crítiques per culpa de la seva manca de tracció en carreteres molles.

### Interior
A l'interior d'un DBS V12 hi ha una fusió de fibra de carboni, cuir, fusta, acer inoxidable i alumini. Un dels objectius de la firma britànica era oferir un interior atractiu, confortable, elegant i alhora esportiu. El sistema de navegació resta amagat mentre el cotxe no està en funcionament. Quan el motor de dotze cilindres es posa en marxa, la pantalla situada a la part superior del taulell de control es desplega tota sola.
El velocímetre digital i els llums del canvi de velocitats fan que el conductor no s'hagi de centrar en el compta-revolucions. El DBS no disposa de seients a la part posterior, cosa que incrementa l'enorme capacitat del maleter. El cotxe es posa en marxa mitjançant una clau anomenada Emotion Control Unit situada al bell mig del tauler d'instruments. Aquesta clau està fabricada en acer inoxidable i vidre.

### Equipament
Pel que fa a l'equipament, el DBS disposa de nombrosos acabats de qualitat, com ara els seients de pell. Incorpora quatre coixins de seguretat, control d'estabilitat (DSC), suspensions variables, fars de xenó, sensors d'aparcament al davant i al darrere, acabats esportius, seients electrònics, navegador, connexió Bluetooth per al telèfon mòbil i un equip de so Bang & Olufsen.

## Reconeixements

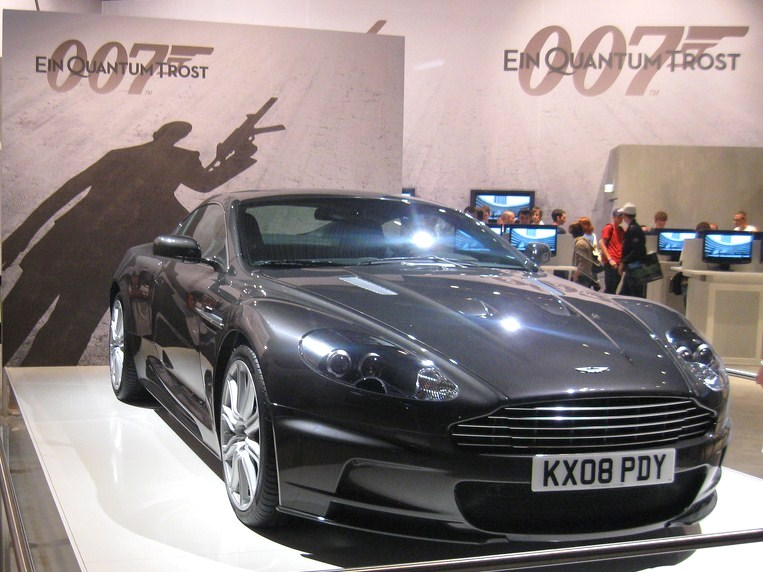
Model DBS original de la pel·lícula Quantum of Solace

Des de la seva primera aparició davant del públic i la premsa, aquest model ha esdevingut la gran icona de la firma britànica.
El primer reconeixement el va obtenir el 4 de desembre de 2008 en ser escollit entre els tres millors cotxes de l'any. A Anglaterra, els espectadors d'un programa de televisió van votar el DBS com el seu super-cotxe preferit i va superar rivals com el Porsche 911 GT2, el Maserati GranTurismo, el Lamborghini Gallardo i el Jaguar XKR-S, amb un 42% dels vots. A Alemanya, la prestigiosa revista Auto Motor und Sport va reconèixer el DBS amb el seu premi Most Beautiful Car. Els lectors d'aquesta revista el van votar com un dels millors cotxes que havien vist mai. Per sorpresa de tothom, l'Aston Martin DBS es va imposar per davant del Porsche 911 GT2 i el Ferrari 430 Scuderia amb un 54% dels vots. Finalment, al Japó, el DBS va ser guardonat amb el prestigiós premi Consumers Choice Award for Sports Car of the Year. L'Aston Martin DBS es va imposar sense cap mena de problema amb més de 10.000 vots d'avantatge sobre els seus altres competidors, incloent-hi el Rolls-Royce Phantom Coupé i l'Audi S5.
El 30 de gener de 2009, els models DBS i DB9 van ser premiats novament per la revista Auto Motor und Sport amb el premi Best Cars 2009. Els lectors van quedar meravellats i no van dubtar en escollir-los com els millors automòbils de la categoria super-cotxes. Aston Martin ja havia estat guardonat amb aquest prestigiós premi diverses vegades, cosa que confirma que la firma britànica segueix encapçalant les posicions més altes dels rànquings.
Aston Martin va rebre tres premis el 24 de novembre de 2010: un pel Rapide, un altre pel V8 Vantage i un pel DBS. Aquest cop, els lectors de la revista Auto Zeitung van escollir el DBS com un dels millors cotxes del món i li van atorgar el premi Auto Trophy 2010. Amb aquesta triple victòria, Aston Martin es posicionava com l'empresa automobilística més guardonada del món.

## Edicions especials
Després de la fabricació del DBS, Aston Martin ha creat tres edicions especials que han servit per donar un reconeixement al model DBS i alhora un digne acabament en la seva fabricació. La primera va ser presentada l'any 2010 amb el nom de «DBS Carbon Black Special Edition». Aquesta edició limitada es distingia del DBS Coupé pel seu color negre i les seves nombroses peces de fibra de carboni. Un any més tard, al Saló de l'Automòbil de Frankfurt es va donar a conèixer una nova edició especial anomenada «Aston Martin DBS Carbon Edition». Disponible en les versions Coupé i Volante aquesta nova extensió tenia un preu aproximat de 300.000 €. Finalment, el 2013, l'empresa britànica va presentar l'últim model de la gamma DBS, l'Aston Martin DBS Ultimate, un biplaça super-esportiu de 510 CV. Fabricat en fibra de carboni, incorpora acabats esportius tant a l'interior com a l'exterior. Aquesta edició especial està limitada a 100 unitats i té un preu d'aproximadament 250.000 €. Aquesta última edició especial no només se centra en la versió Coupé sinó que també es fabrica en versió Volante.

## Aparicions cinematogràfiques
L'agent secret James Bond ha conduït l'Aston Martin DBS dues vegades: la primera a la pel·lícula Casino Royale (2006) i la segona a Quantum of Solace (2008). El DBS que l'agent 007 va utilitzar a la pel·lícula Casino Royale era de color platejat i va ser el primer cop que aquest model apareixia davant les càmeres. El cotxe li va ser entregat a Montenegro i poc després va batre un rècord cinematogràfic en patir un accident espectacular on donà fins a set voltes de campana. Per aconseguir que el DBS patís un accident d'aquestes característiques, l'equip de rodatge va haver d'instal·lar un petit canó d'aire comprimit sota el vehicle. Aquest model especial incloïa alguns compartiments secrets per desar les armes que serien utilitzades durant el rodatge de la pel·lícula. A més, disposava d'un petit desfibril·lador i altres dispositius mèdics.
El cotxe escollit per al rodatge de Quantum of Solace també va ser un Aston Martin DBS V12, en aquest cas de color gris fosc. En aquest film, el DBS era disparat per uns mafiosos que conduïen dos Alfa Romeo. Es van utilitzar set models de DBS en aquesta pel·lícula. Actualment alguns d'aquests es troben a la venda per un preu que oscil·la entre 120.000 i 170.000 €.